# Пановский (посёлок)
Пановский — посёлок в Меленковском районе Владимирской области России, входит в состав Ляховского сельского поселения.

## География
Посёлок расположен в 13 км на запад от центра поселения села Ляхи и в 6 км на восток от райцентра города Меленки.

## История
После Великой Отечественной войны посёлок входил в состав Пановского сельсовета, с 2005 года — в составе Ляховского сельского поселения.

## Население
| 2002 | 2010 | 2021 |
| ---- | ---- | ---- |
| 16   | ↘14  | ↘6   |